# Luigi Efisio Marras
Pour les articles homonymes, voir Marras.
Luigi Efisio Marras (Cagliari, 2 août 1888 - Rome, 29 janvier 1991) est un général italien qui a occupé les postes de chef d'état-major de l'armée de terre italienne et de chef d'état-major de la défense.

## Biographie

### De la naissance à la promotion au grade de colonel
Né et élevé en Sardaigne, Luigi Efisio Marras a commencé sa carrière en 1906 lorsqu'il a commencé sa formation à l'Académie militaire de Turin. Après avoir obtenu son diplôme, il a servi comme officier dans diverses divisions d'artillerie. Il participe ensuite à la guerre italo-turque et s'implique notamment dans l'occupation du Dodécanèse.
Pendant la Première Guerre mondiale, il combat dans les Balkans contre les troupes des Empires centraux et rentre au pays après le conflit, occupant un poste au département des opérations de l'état-major italien.
À partir de 1926, il est employé dans le régiment d'artillerie de campagne stationné à Livourne et est en même temps professeur à l'académie militaire locale. En 1931, il est promu colonel (colonnello) et à partir de 1936, il reçoit le commandement d'un régiment d'artillerie lourde.

### Activités en Allemagne et derniers événements
En octobre 1936, Marras est choisi pour la délicate tâche d'attaché militaire à Berlin. À ce titre, il était responsable de l'espace nord-européen et des relations avec les États baltes. Marras, qui s'est rapidement fait connaître pour son caractère courtois, a également rédigé de nombreux rapports sur la situation de l'armement allemand, en accordant une attention particulière à la Wehrmacht et à la formation du personnel dans les académies de guerre. Il a dressé un tableau exceptionnellement précis de l'effort de guerre allemand en ce qui concerne la formation pratique et pragmatique, mais aussi les aspects humains et les faiblesses telles que la fierté et l'arrogance.
De juillet à novembre 1939, il est actif à Rome et en Libye avant d'être transféré à nouveau à Berlin.
Après l'armistice du 8 septembre 1943 (armistice de Cassibile), il est promu lieutenant général (tenente generale) puis interné en Allemagne. Le 31 mars 1944, les autorités allemandes le remettent aux fascistes de la République de Salò, dans le nord de l'Italie, et il est emprisonné à Vérone, à Gavi et enfin à Alexandrie, mais il parvient à s'échapper en Suisse en août de la même année.
À partir de mai 1945, il dirige le commandement militaire territorial à Milan et, à partir du 1er décembre 1947, il devient chef d'état-major et, à partir du 2 décembre 1950, chef d'état-major de la défense, contribuant de manière significative à la reconstruction de l'armée italienne après la guerre.
Le 15 avril 1954, il se retire du service actif et meurt à Rome en 1991.

## Décorations
- Chevalier de Grand-croix de l'Ordre du Mérite de la République italienne - 30 décembre 1952
 - Médaille d'argent de la valeur militaire
- Commandant de batterie, en position avancée, blessé par un éclat d'obus ennemi, il ne se rend au poste de secours qu'à la fin de l'action et sur ordre de son commandant de régiment. Les jours suivants, malgré la douleur causée par la blessure, il a accompli sereinement son service avec un zèle et une activité admirables, donnant à tous une belle preuve de son sens élevé du devoir. - Villanova di Farra, 21 octobre-19 novembre 1915
 - Médaille de bronze de la valeur militaire
- Il a pris les ordres du commandant de batterie, en maintenant son feu, avec un calme et un sang-froid admirables, jusqu'à ce que toutes les opérations soient exécutées. - Rhodes, 4 mai 1912
 - Croix du Mérite de guerre (3 concessions)
 - Médaille du mérite militaire pour long commandement  (20 années)
 - Croix militaire pour le service (officiers et sous-officiers, 40 ans)
 - Médaille commémorative de la guerre italo-turque 1911-1912
 - Médaille commémorative de la guerre italo-autrichienne 1915-1918  (4 ans de campagne)
 - Médaille commémorative de l'Unité italienne
 - Médaille italienne de la Victoire interalliée
 - Médaille commémorative de la guerre 1940-1943
- Insigne pour le Cours supérieur d'Etat-major

## Source
- (it) Cet article est partiellement ou en totalité issu de l’article de Wikipédia en italien intitulé « Luigi Efisio Marras » (voir la liste des auteurs).